# Équipe de Tunisie de football en 1967
L'équipe de Tunisie de football se retire en 1967 des matchs qualificatifs de la coupe d'Afrique des nations, malgré un bon départ avec une victoire sur l'équipe du Cameroun sur le score de 4-0. Elle perd également aux Jeux méditerranéens de 1967, organisés par la Tunisie, par tirage au sort contre l'Espagne. Le tirage au sort lui est également défavorable aux qualifications des Jeux olympiques de 1968.

## Matchs

### Rencontres internationales
| Date              | Stade                                | Adversaire | Score                                     | Comp         | Buteurs tunisiens                          |
| 22 janvier 1967   | Tunis, Tunisie                       | Turquie    | 0-0                                       | A            |                                            |
| 5 février 1967    | Tunis, Tunisie                       | Cameroun   | 4-0                                       | QCAN         | Machouche 36e, H. Akid 38e 51e, Chaïbi 36e |
| 19 février 1967   | Tunis, Tunisie                       | Congo      | 1-1                                       | QCAN         | Habacha 80e                                |
| 8 septembre 1967  | Stade olympique d'El Menzah, Tunisie | Libye      | 3-0                                       | JMED         | Madhi 34e 46e, Machouche 89e               |
| 10 septembre 1967 | Stade olympique d'El Menzah, Tunisie | Espagne    | 0-2                                       | JMED         |                                            |
| 13 septembre 1967 | Stade olympique d'El Menzah, Tunisie | Turquie    | 1-1                                       | JMED         | Chetali 18e                                |
| 14 septembre 1967 | Stade olympique d'El Menzah, Tunisie | Espagne    | 1-1 (Espagne qualifiée au tirage au sort) | JMED (appui) | H. Akid 75e                                |
| 5 novembre 1967   | Casablanca, Maroc                    | Maroc      | 1-1                                       | QJO          | Chaïbi 25e                                 |
| 26 novembre 1967  | Stade olympique d'El Menzah, Tunisie | Maroc      | 0-0 (Maroc qualifié au tirage au sort)    | QJO          |                                            |

### Matchs de préparation
| Date             | Stade                                | Adversaire                               | Score | Comp | Buteurs tunisiens |
| 1er janvier 1967 | Tunis, Tunisie                       | FC Karl-Marx-Stadt ( Allemagne de l'Est) | 1-0   | A    | Machouche         |
| 29 janvier 1967  | Utrecht, Pays-Bas                    | DOS Utrecht ( Pays-Bas)                  | 0-2   | A    |                   |
| 18 juin 1967     | Stade olympique d'El Menzah, Tunisie | Olympique de Marseille ( France)         | 0-2   | A    |                   |
| 2 août 1967      | Marseille, France                    | Olympique de Marseille ( France)         | 2-4   | A    | Lahmar, Machouche |
| 6 août 1967      | Avignon, France                      | Olympique avignonnais ( France)          | 2-0   | A    | Madhi (2 buts)    |
| 9 août 1967      | Nîmes, France                        | Nîmes Olympique ( France)                | 0-3   | A    |                   |
| 13 août 1967     | Paris, France                        | Stade français ( France)                 | 2-0   | A    | Chaïbi, H. Akid   |
| 20 août 1967     | Moscou, URSS                         | Zenit Leningrad ( Union soviétique)      | 0-3   | A    |                   |
| 25 août 1967     | Moscou, URSS                         | Union soviétique (militaire)             | 1-2   | A    | Lahmar            |

## Sources
- Mahmoud Ellafi [sous la dir. de], « Les matchs internationaux tunisiens », Almanach du sport. 1956-1973, éd. Le Sport, Tunis, 1974, p. 211-238
- Mohamed Kilani, « Équipe de Tunisie : les rencontres internationales », Guide-Foot 2010-2011, éd. Imprimerie des Champs-Élysées, Tunis, 2010
- Béchir et Abdessattar Latrech, 40 ans de foot en Tunisie, vol. 1, chapitres VII-IX, éd. Société graphique d'édition et de presse, Tunis, 1995, p. 99-176